# ويليام موردوك
ويليام موردوك (بالإنجليزية: William Murdock)‏ هو سياسي أمريكي، ولد في 25 أغسطس 1754، وتوفي في 15 نوفمبر 1839 بمقاطعة برينس جورج في الولايات المتحدة.